# 利息

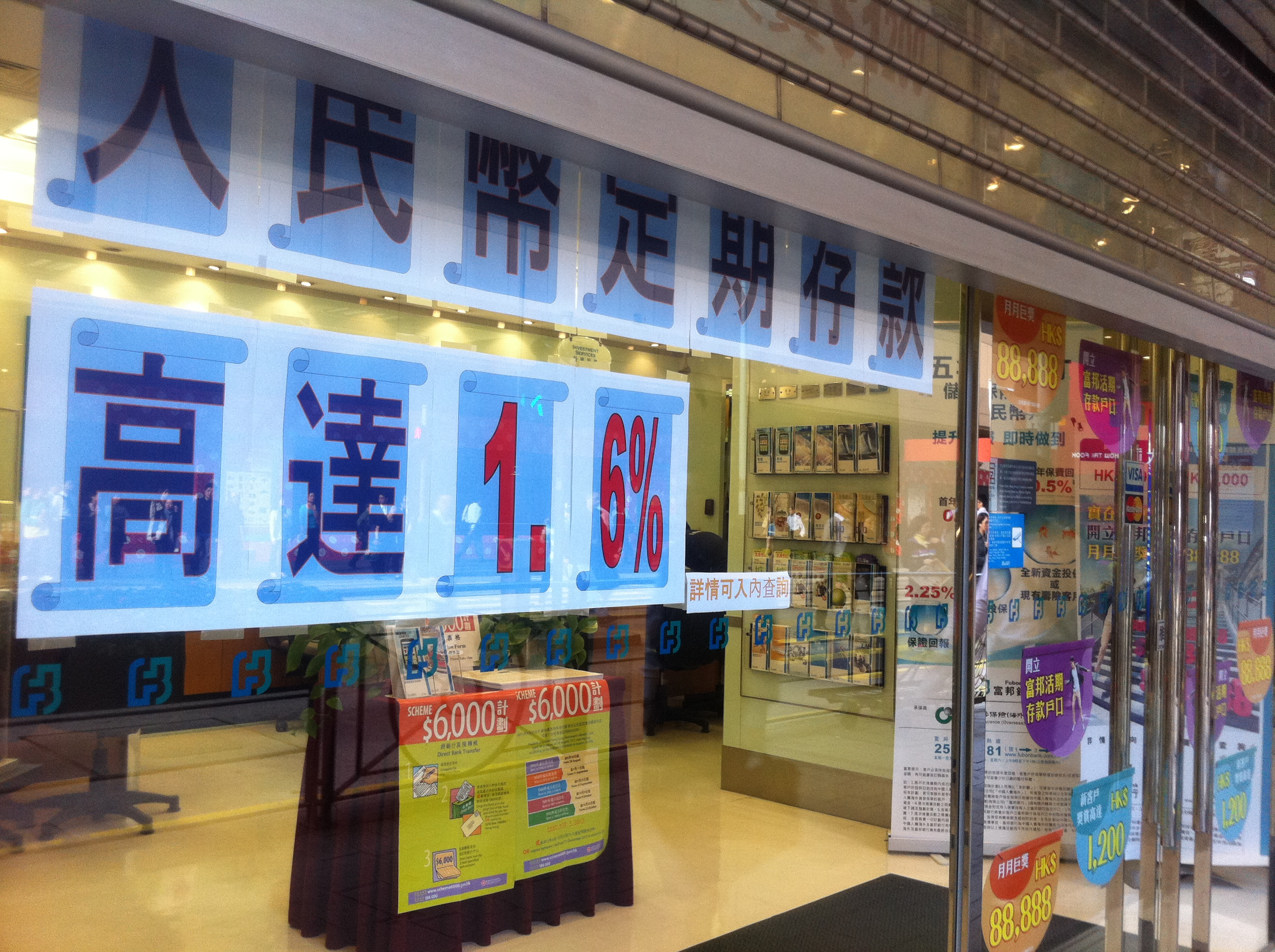
在市場現金充裕時期，銀行願意支付的存款利息並不高

利息（Interest）指负债方为借债向债权人所付的补偿性费用。对于借债方来说，利息是借钱的代价；对于提供贷款或购买债券的投资者来说，利息可以部分抵消债务投资的信用风险和机会成本。
利息主要分為單利息和複利息兩種。

## 宗教的利息观

### 伊斯蘭教
伊斯蘭教禁止收取利息，《古蘭經》第2章275節說「真主准許買賣，而禁止利息」，又說知道此教義而再犯的人「是火獄的居民，他們將永居其中」。

### 基督教
公元325年基督教歷史上第一次主教會議第一次尼西亞公會議中，頒佈了二十項和紀律有關的教會法，其中包括牧師不得參與放貸收息。會議上提出，神職人員不可以以錢生利，若月利率達1%，會被逐出教會。平均總利率超過50%，同理。440年良一世任教宗，在位期間，開始禁止教會人員從事放貸收息，而信徒不禁止，同時提出由此行為的信徒要背負「收臟錢」的罪惡。在不斷的宣傳中收取重利，被視為和謀殺、通奸同等的事情。此後牧師禁止放貸收息的禁令持續到9世紀。查理大帝和教宗哈德良一世期間，制定了禁止普通信徒從事放貸收息的法令。
1139年和1179年第二次拉特朗公会议和第三次拉特朗公会议，會議上再度批評高利贷，强調放貸者，不得接受聖禮，最嚴重處罰為逐出教會。第四次拉特朗公会议，會上開始將放貸和猶太人聯係在一起，認為猶太人透過放貸，耗乾基督徒的心血。
当时的欧洲社会有交易和买卖，但对经济的观念和金钱捆绑得不是十分紧密，世俗奉行“朋友间无需金钱”。放贷取息在当时被大众所厌弃，莎士比亚的名著《威尼斯商人》中，就对放贷者犹太人夏洛克进行了深刻地抨击和无情地嘲弄，夏洛克这一犹太食利者的形象坐上了四大著名吝嗇鬼的头把交椅。
歐洲人的執政者會向猶太人借錢，但是在還錢時會以教會禁止放貸收息為由而拒絕還錢，而犹太人也因為放贷取息的行为，在欧洲各国遭到不同程度的歧视和排挤。

### 猶太教
猶太人經典《申命記》第二十三章19-20節記錄「你借給你兄弟的銀錢、食物，或是任何可以生利的東西，都不可取利。借給外族人，你倒可以取利；只是借給你的兄弟，你就不可取利」。意思是對兄弟不能收取利息，而外族人可以。後世稱之為「申命記雙重標準」。猶太人遵守教誨，只借錢給非猶太人，這種做法延續了數百年。